# Aeródromo de Beas de Segura

i8
i11
i13
Aeródromo de Beas de Segura ist ein Flugplatz der Gemeinde von Beas de Segura, in der Provinz Jaén der Autonomen Region Andalusien in Südspanien.
Aeródromo de Beas de Segura verfügt über zwei Start- und Landebahnen, ist zugelassen nach den Sichtflugregeln der Allgemeinen Luftfahrt (General Aviation) für Leichtflugzeuge, Ultraleichtflugzeuge und Hubschrauber. Betreiber des Flugplatzes ist die Gemeindeverwaltung  Ayuntamiento de Beas de Segura.

## Lage
Der Aeródromo liegt 5 Kilometer südlich der Stadt Beas de Segura an der N-322, (Valencia – Córdoba)

## Einrichtung
Der Flugplatz verfügt über zwei Tankstellen, eine für AvGas und eine für Jet A1. Neben den Hangars, dem Tower und Terminal-Gebäude befinden sich auf dem Flugplatzgelände noch mehrere Mehrzweckräume, ein Klassenzimmer für Kurse, Konferenzräume, Umkleideräume mit Duschen und Toiletten und ein Restaurant-Bereich mit Parkplätzen.

## Weblinks

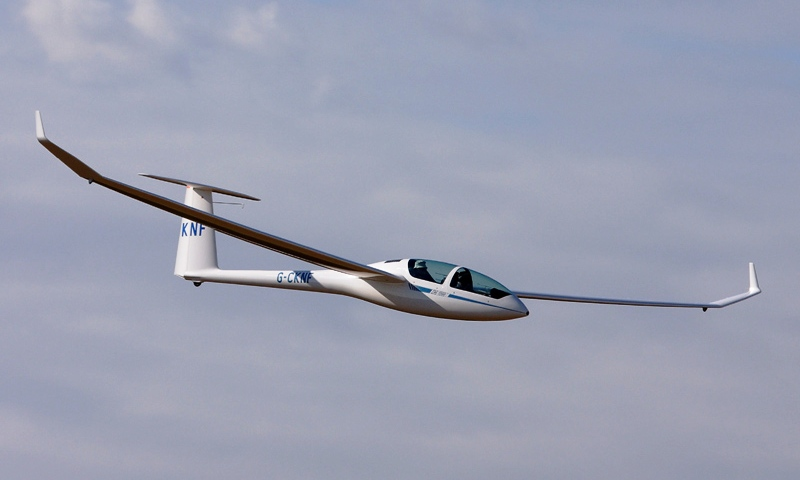